# Ise Jingū

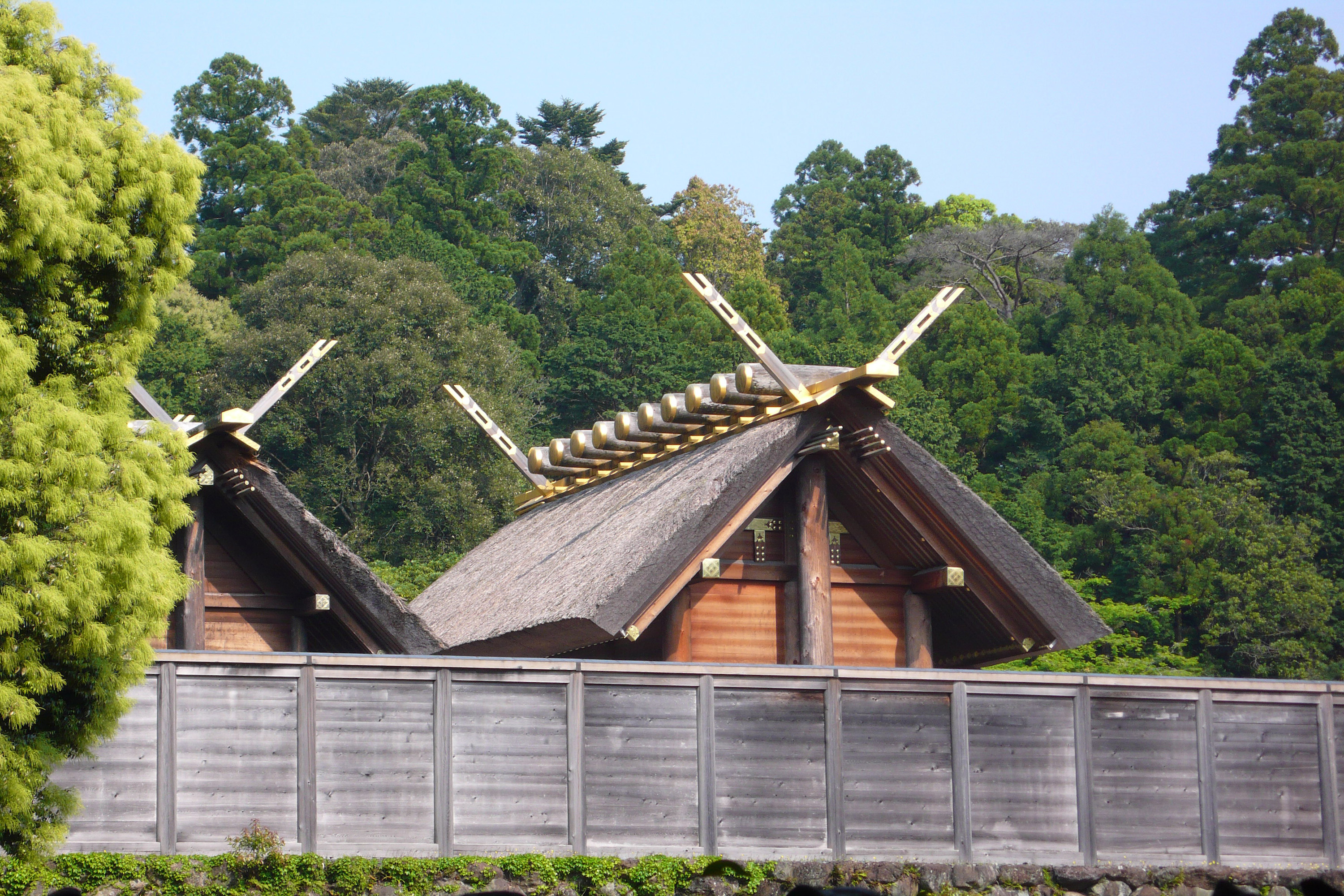
Naikū-templet i Ise Jingū

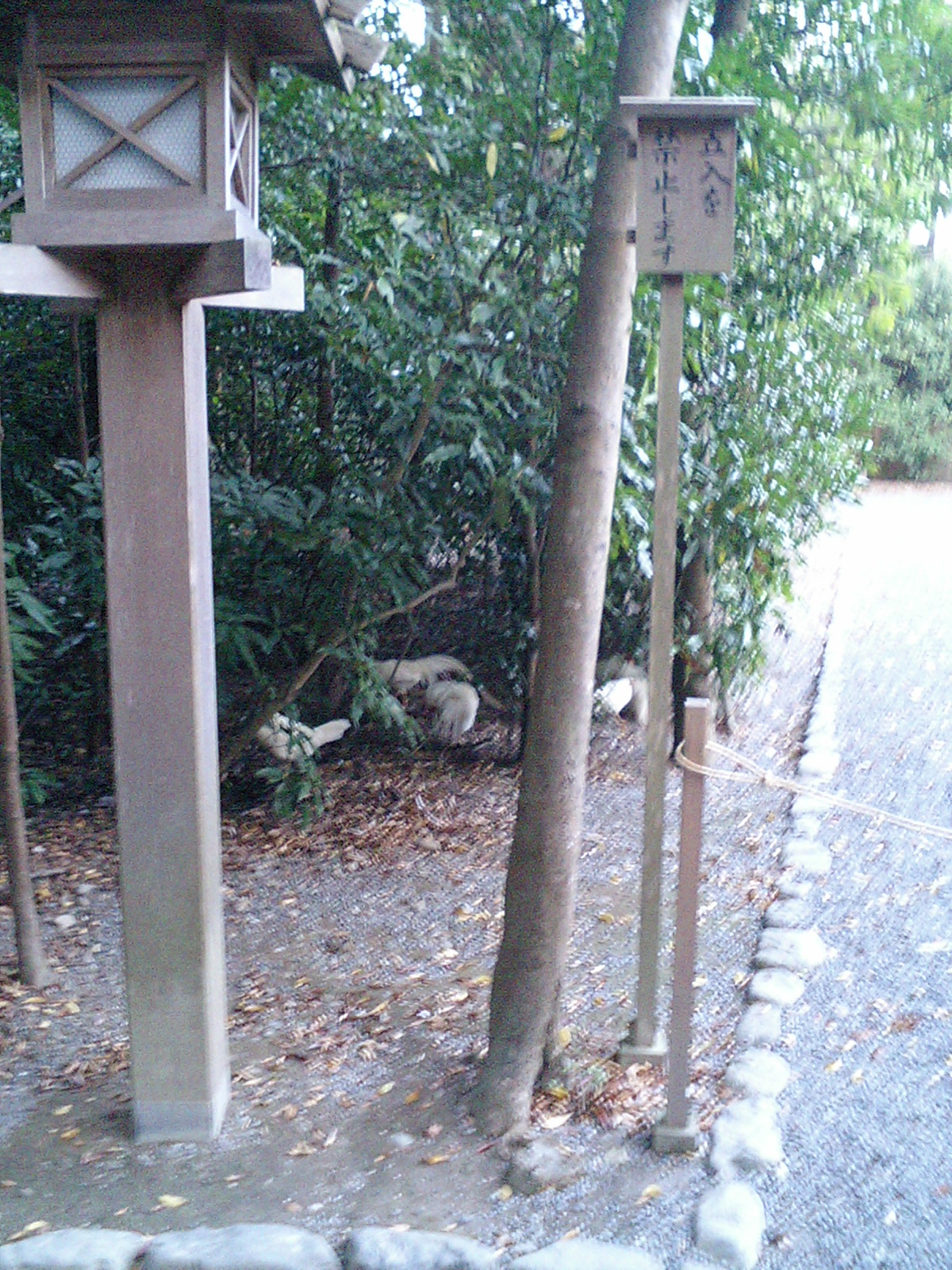
En frigående kyckling, betraktad som Amaterasus heliga budbärare

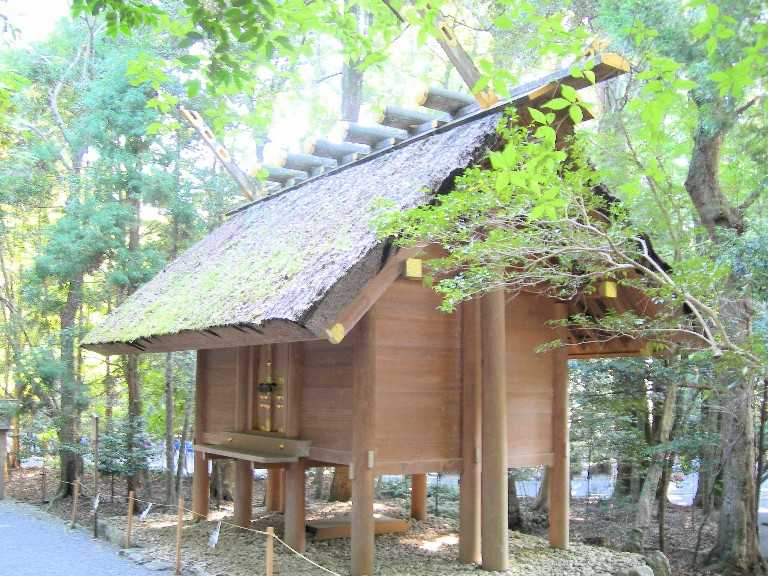
Mishine-no-mikura

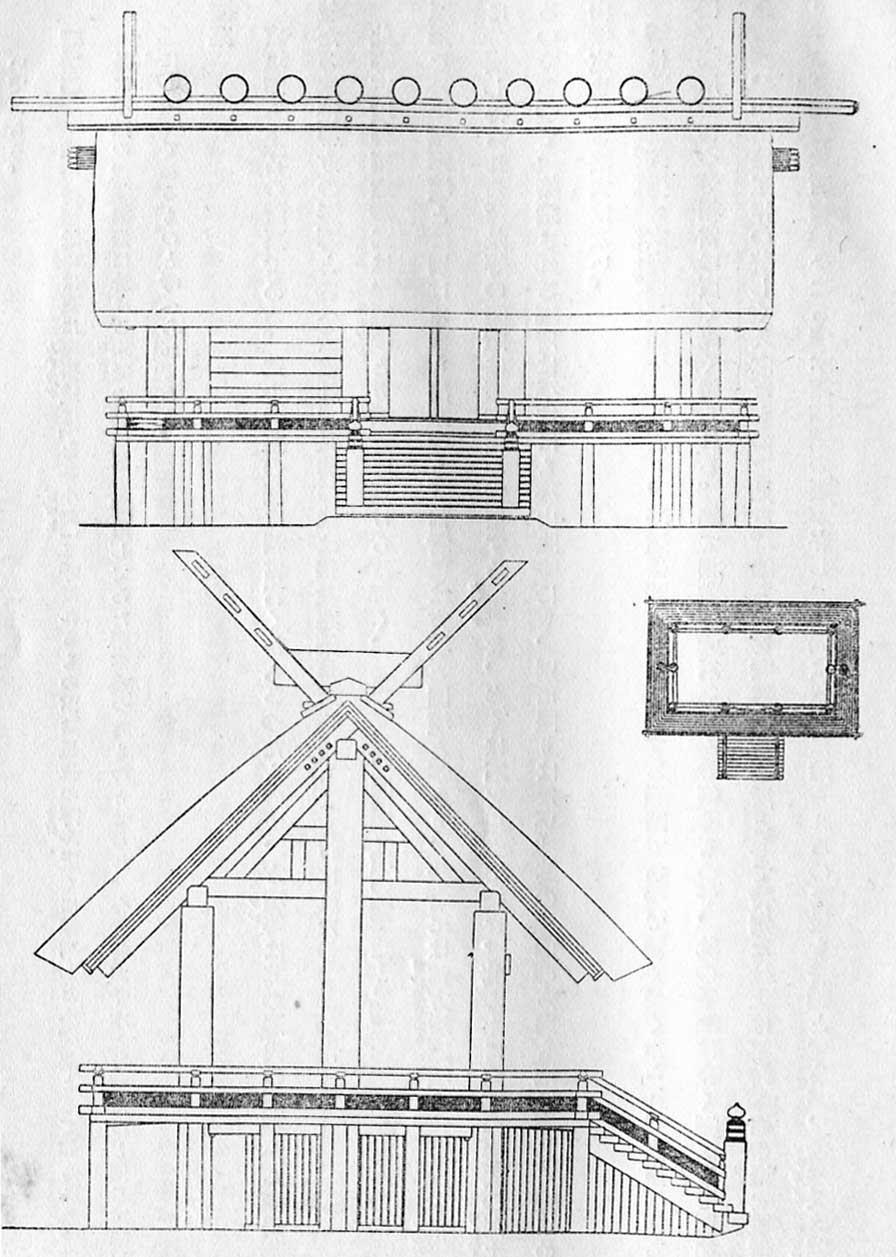
Naikū

Ise Jingū är en japansk shintohelgedom, som ligger i staden Ise i Mie prefektur i Japan. Det är tillägnat solgudinnan Amaterasu. Ise Jingū är en samling på 125 religiösa byggnader runt om de två huvudhelgedomarna Naikū och Gekū.
Den inre helgedomen Naikū (också känd som "Kōtai Jingū") ligger i staden Uji-tachi, söder om centrala Ise, och är tillägnad dyrkan av Amaterasu där hon tros hålla till. Byggnaden är gjord i solitt cypressträ utan fästdon. Den yttre helgedomen Gekū (också känd som "Toyouke Daijingū") ligger omkring sex kilometer från Naikū och är tillägnad jordbrukets, risets och hantverkets gudinna Toyouke Ōmikami.
Helgedomen är en av shintoreligionens heligaste och viktigaste platser. Tillträde är restriktivt och allmänheten tillåts inte beträda området med de centrala byggnaderna, som är gömda bakom träplank. Turister kan fritt röra sig i skogen, också dess ornamenterade gångstigar från efter Meijiperioden.
Under Edoperioden beräknas var tionde japan ha gjort en pilgrimsfärd till Ise Jingū.
Ise Jingūs överstepräst eller överstaprästinna utses från medlemmar av kejsarfamiljen. Han eller hon ansvarar för att vaka över helgedomen. Nuvarande överstaprästinna är tidigare kejsaren Akihitos dotter prinsessan Sayako.

## Helgedomens grundande
Enligt Nihon Shoki för ungefär tvåtusen år sedan, gav sig Yamatohime-no-mikoto, dotter till kejsaren Suinin iväg från berget Miwa i nuvarande  Naraprefekturen för att leta upp en permanent plats för att dyrka solgudinnan Amaterasu. Hon vandrade i tjugo år genom regionerna Ohmi och Mino och till slut till Ise, där hon tillskrivs att ha grundat Naikū. 
Flera olika tidpunkter har angetts för grundandet av respektive Naikū och Gekū. Den första byggnaden i Naikū uppfördes av kejsaren Tenmu (678-686), med ett första ceremoniellt återuppförande av hans hustru kejsarinnan Jitō 692.
Helgedomen var den främsta av ett antal helgedomar som kom att åtnjuta kejserligt beskydd under den första delen av Heianperioden.

## Bildgalleri

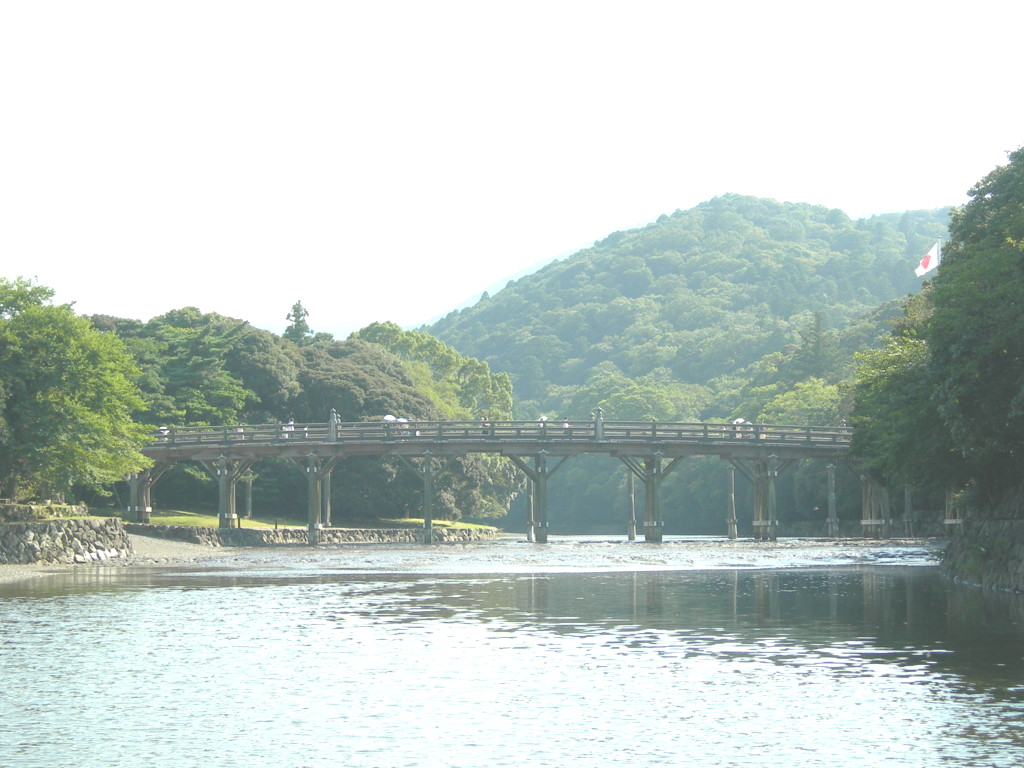
Floden Isuzu
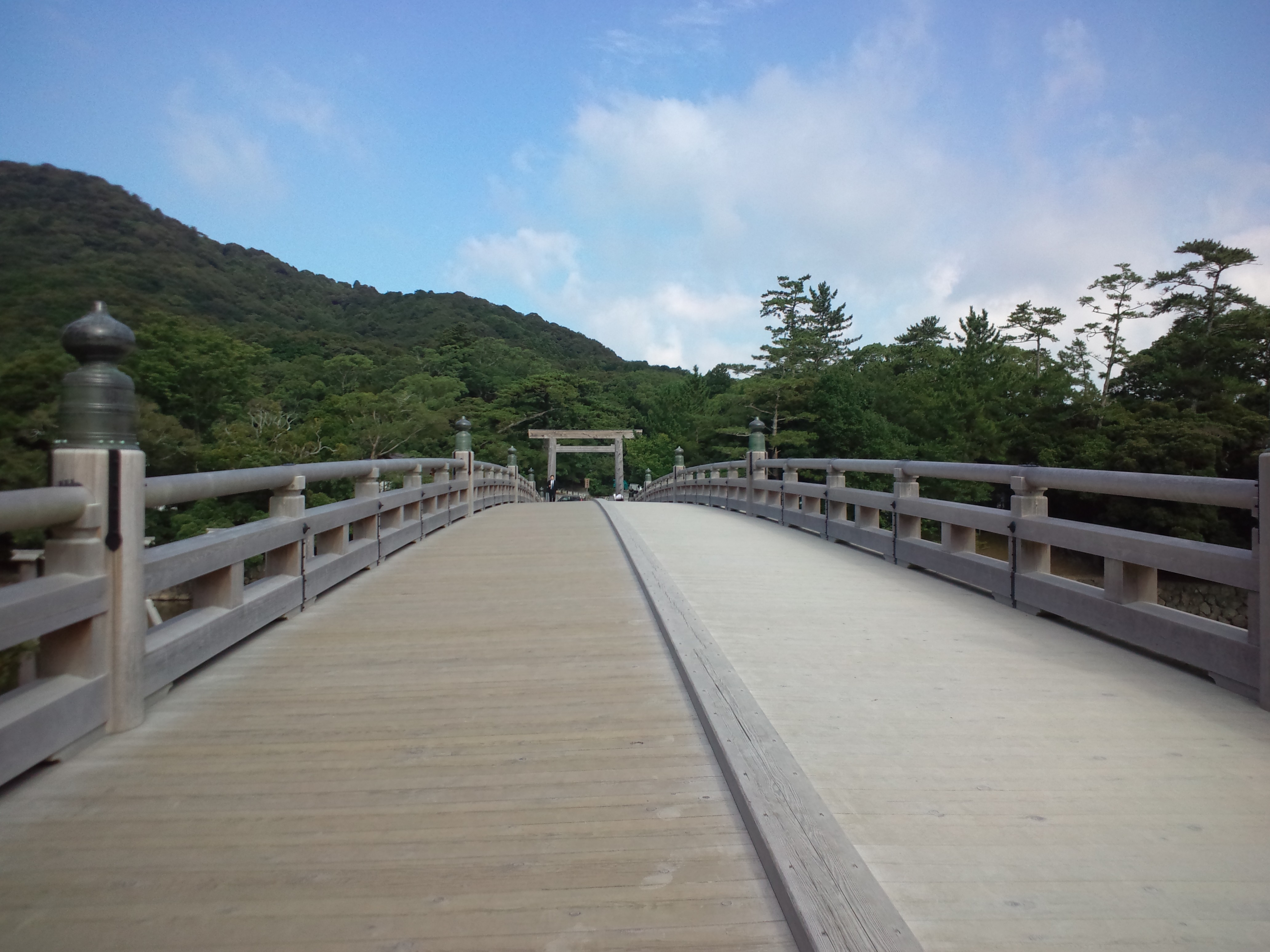
Uji-bron
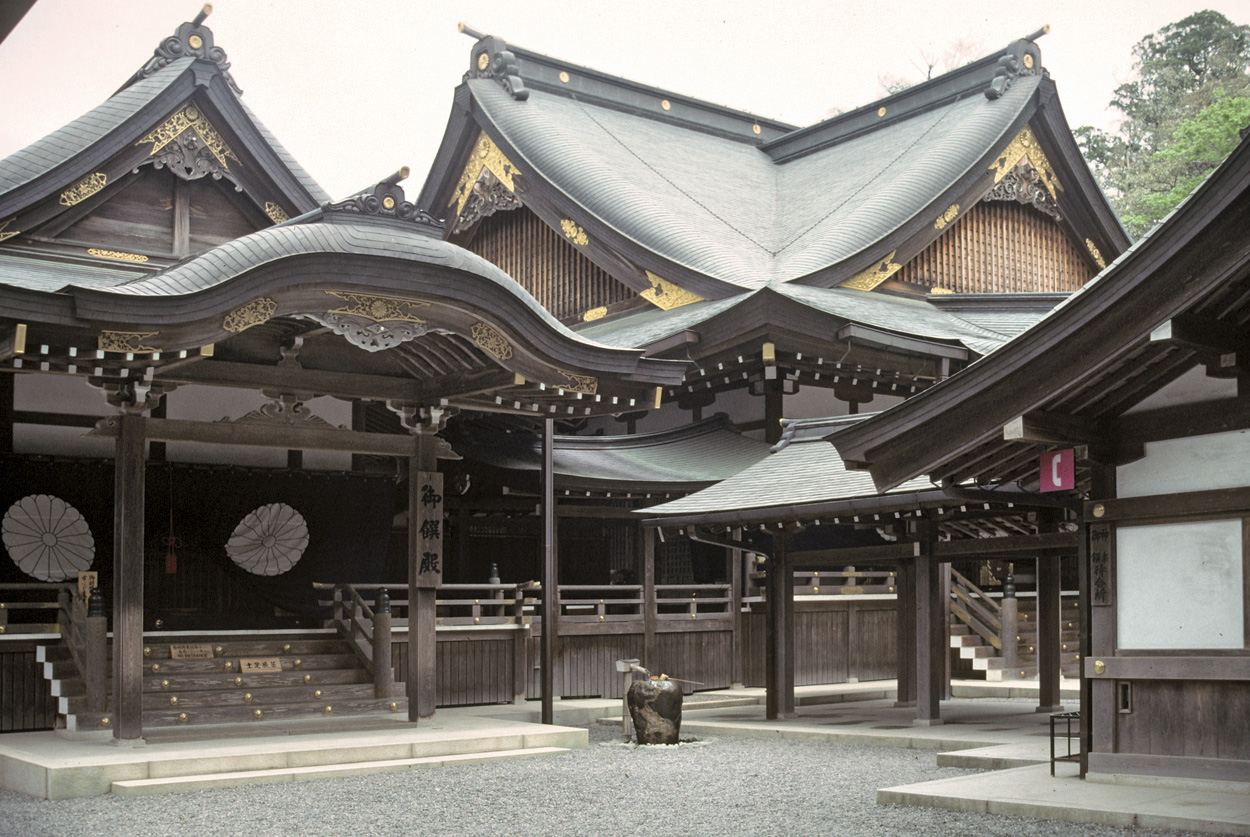
Kagura-den
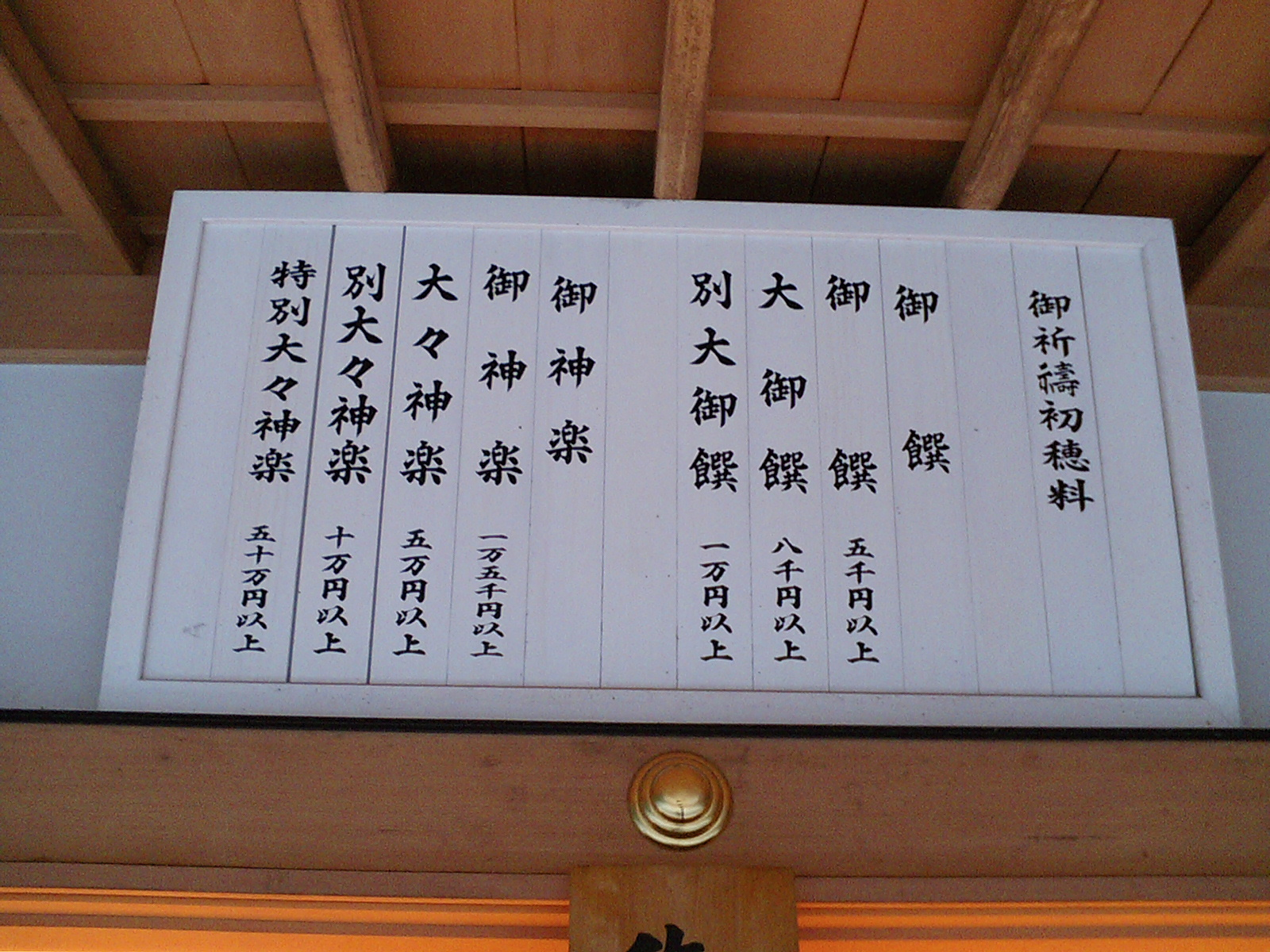
Toyouke Daijingū
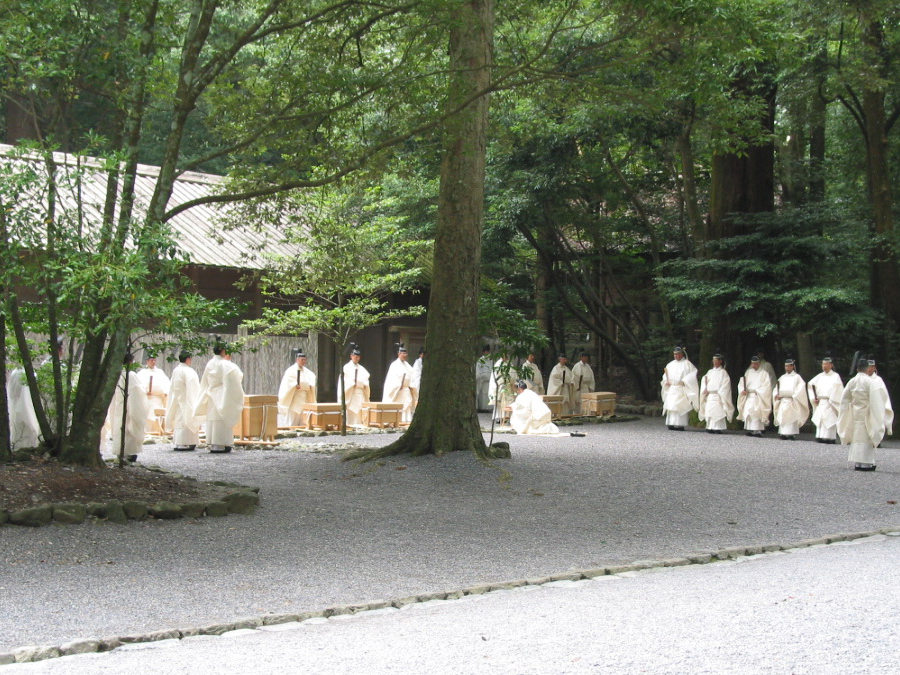
Imibiyaden
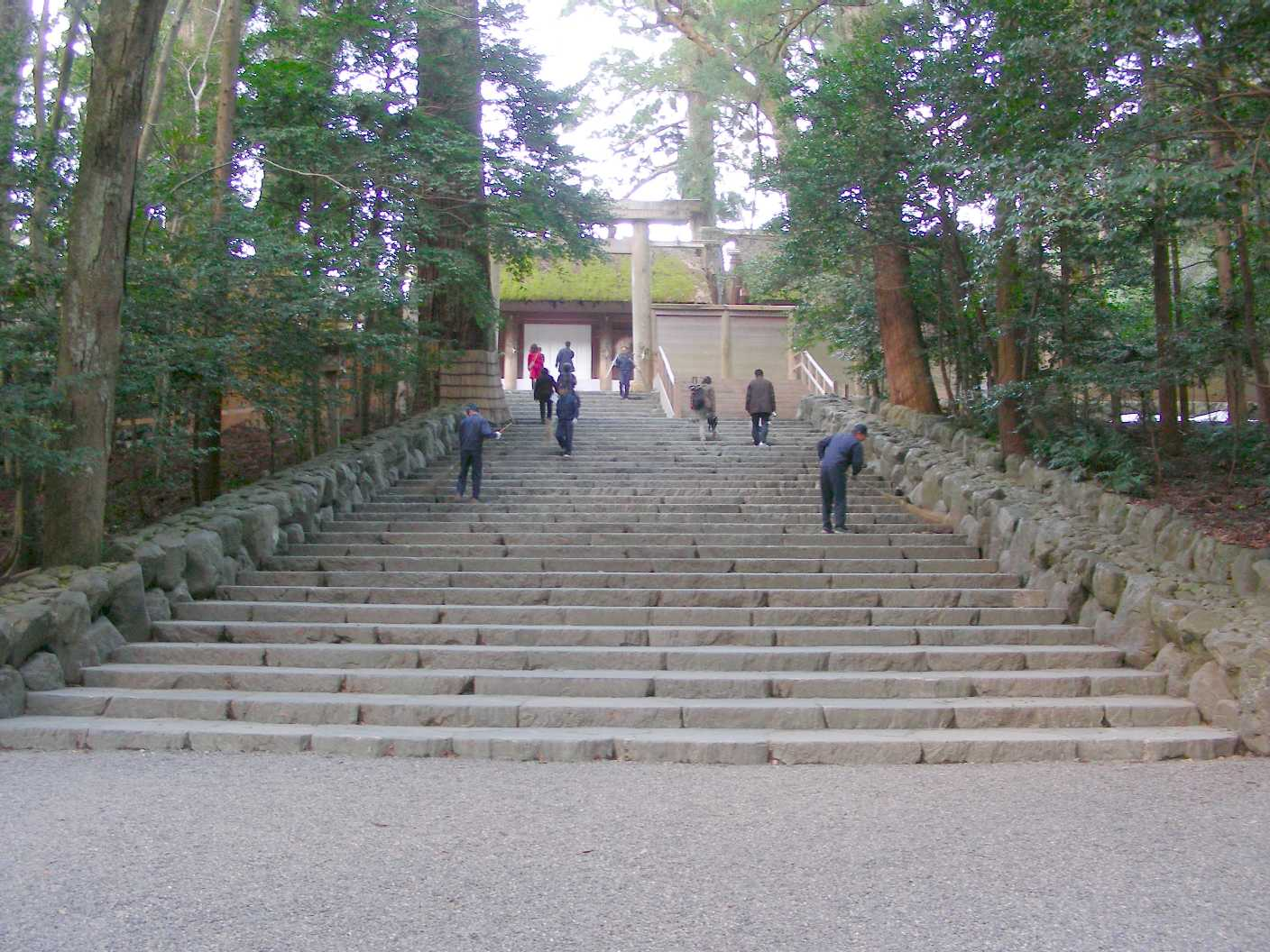
Trappor till Naikū
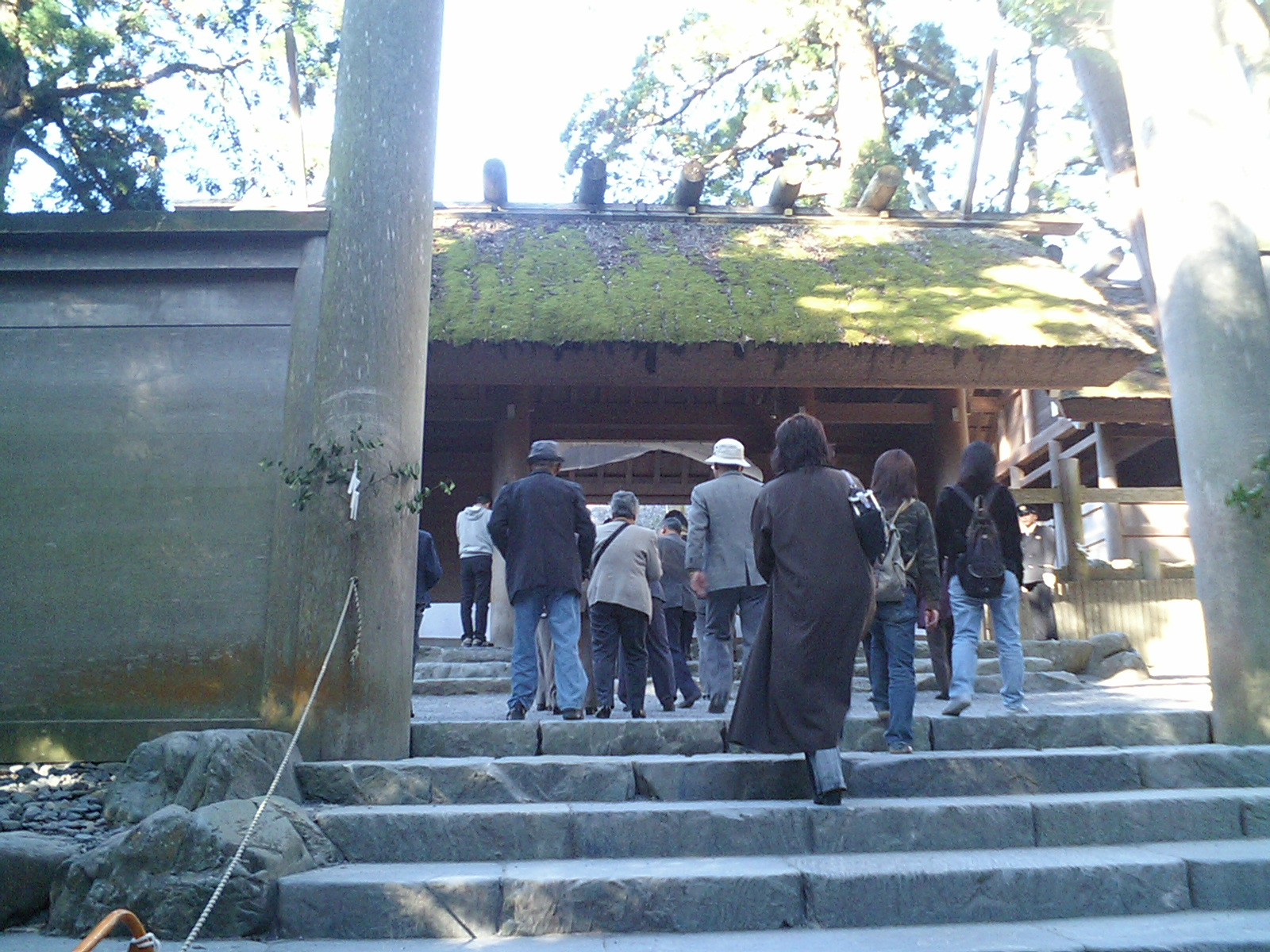
Naikū